# Francisco de Paula Lupério Santos
Francisco de Paula Lupério Santos (Ouro Preto, 1898 — Petrópolis, 1º de novembro de 1977) foi um político brasileiro.
Foi deputado na Assembléia Constituinte estadual de 1936 e secretário de Agricultura, Viação e Obras Públicas e do Interior e Justiça, quando ocupou entre os dias 6 e 8 de fevereiro o Governo do Estado do Rio de Janeiro, como interventor, em 1947.
Foi ainda Chefe da Polícia Civil e Presidente do Conselho Administrativo fluminense.